# ウォルター・スコット (タラス伯爵)

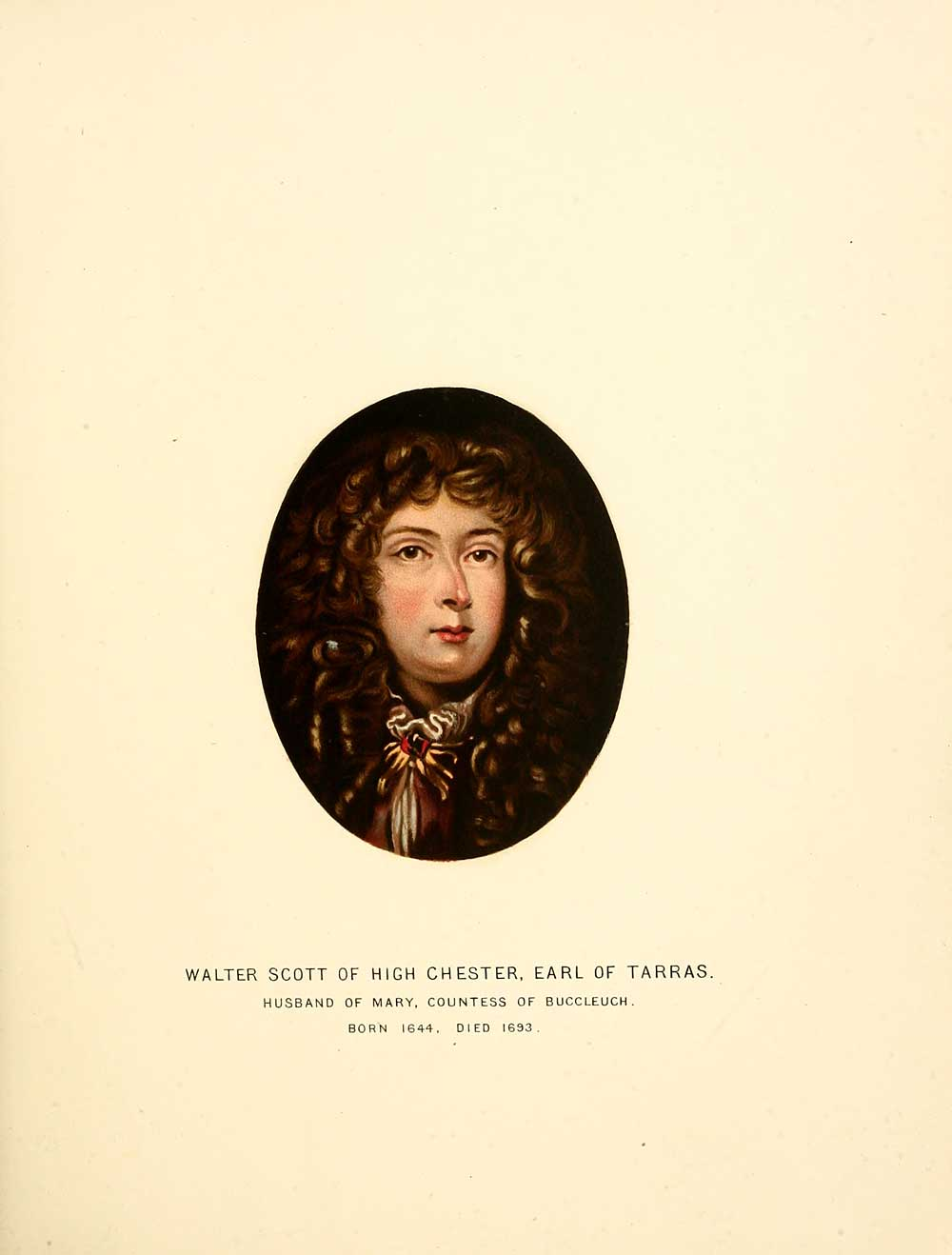
タラス伯爵

タラス伯爵ウォルター・スコット（英語: Walter Scott, Earl of Tarras、1644年12月23日 – 1693年4月9日）は、スコットランド貴族の一代貴族。第3代バクルー女伯爵メアリー・スコットとの結婚でバクルー伯爵家の財産を手に入れようとして失敗した。

## 生涯
サー・ギデオン・スコット（Sir Gideon Scott、1676年没、ウォルター・スコット・オブ・ハーデンの次男）と妻マーガレット（サー・パトリック・ハミルトンの娘）の長男として、1644年12月23日に生まれた。
1659年2月9日、ウィームズの教区教会で第3代バクルー女伯爵メアリー・スコットと結婚した。第2代ツィードデール伯爵ジョン・ヘイがバクルー伯爵家の財産を狙っており、メアリーの母マーガレット（1688年没）とその再婚相手第2代ウィームズ伯爵デイヴィッド・ウィームズはそれを阻もうとして結婚を仕組んだのであった。しかしメアリーは結婚時点で11歳であり、ほかの親族たちは結婚に反対し、メアリーが12歳未満であること（当時のスコットランドでは、男性は14歳、女性は12歳以上で結婚できた）を理由に結婚無効の訴訟を起こした。メアリーは夫を選ぶ自由を主張したが、結局1659年4月20日に当局により2人が一旦別居させられた。その後、1659年8月31日にメアリーが12歳になると、9月2日には再び結婚宣誓が行われた。この時代のスコットランドでは女性貴族と結婚した男性を一代貴族に叙する慣習があり、国王チャールズ2世は1660年9月4日付の特許状でウォルター・スコットを一代貴族であるタラス伯爵とエールムーア＝キャンプカステル卿に叙した。爵位名はスコットの所領であるエスクデイルのタラス（Tarras）に由来する。もっとも、スコット自身は公的には承認されない「バクルー伯爵」の称号を使用したこともあった。
メアリーは結婚から2年も満たない1661年3月11日に死去した。長期間にわたる裁判の結果、最初の結婚時点でメアリーが12歳に満たないため結婚自体を無効とする判決が下された。これによりタラス伯爵はメアリーの遺産を継承できず、その遺産から年金を受け取れるよう交渉したがやはり失敗している。その後、タラス伯爵は1667年に大陸ヨーロッパに向かい、フランス、イタリア、オランダを旅した。1671年に帰国し、1671年にもロンドンでチャールズ2世へ遺産継承の請願を出したが、宮廷で影響力のある第2代ローダーデイル伯爵ジョン・メイトランドが反対し（ローダーデイル伯爵の娘が第2代ツィードデール伯爵ジョン・ヘイの息子ヘイ卿ジョン・ヘイと結婚しているため）、モンマス公爵夫婦がタラス伯爵に味方して介入するも再度失敗している。ただし、19世紀の歴史学者ウィリアム・フレイザーによれば、タラス伯爵の請求に法的根拠はなく、チャールズ2世の介入でしか成し遂げられないため、モンマス公爵夫婦は介入にそれほど熱心ではなかった。請願が成功しそうもないとみたタラス伯爵は1671年9月にロンドンを離れた。
1677年12月31日にエディンバラでヘレン・ヘップバーン（Hhelen Hepburn、トマス・ヘップバーンの娘）と結婚、5男6女をもうけた。2度目の結婚でハンビーの地所がスコット家所有になった。
- ギデオン（1678年10月18日 – 1707年） - 1697年11月5日、アンナ・キンロック（Anna Kinloch、初代準男爵サー・フランシス・キンロック（英語版）の娘）と結婚、子供なし。1700年2月28日、メアリー・ドラモンド（Mary Drummond、1754年10月11日没、初代メルフォート伯爵ジョン・ドラモンドの娘）と再婚、2男1女をもうけた[11]
- ヘレン（1680年2月16日 – ?）[11]
- ウィリアム（1682年1月6日 – ?） - 早世[11]
- ウォルター（1682年1月6日 – 1746年1月） - 1709年4月7日、アグネス・ニスベット（Agnes Nisbet、ジョン・ニスベットの娘）と結婚、子供なし。1719年7月10日、アグネス・スコット（Agnes Scott、ウィリアム・スコットの娘）と再婚、1女をもうけた。1724年2月13日、アン・スコット（Ann Scott、ジョン・スコットの娘）と再婚、4男3女をもうけた。1736年10月5日、クリスチャン・カー（Chhristian Ker、ヘンリー・カーの娘）と再婚、子供なし。第6代ポルワース卿ヒュー・ヘップバーン＝スコットの父方の祖父[12]
- エリザベス（1683年9月15日 – ?）[11]
- メアリー（1684年10月17日 – ?）[11]
- アグネス（1686年2月4日 – 1738年以降[11]）
- トマス（1687年3月8日 – ?） - 生涯未婚[11]
- アン（1688年12月7日 – ?）[11]
- マーガレット（1690年10月19日 – ?）[11]
- フランシス（1691年10月9日 – ?）[11]

ヨーク公ジェームズを王位から排除する陰謀（ライハウス陰謀事件）にかかわって逮捕された。妻などの説得を受けて自供した結果、1685年1月5日に裁判にかけられ、反逆罪により死刑および財産・爵位没収の判決を受けた。しかしタラス伯爵の供述によりベイリー・オブ・ジャーヴィスウッドが有罪判決を受けたため、29日に3,000ポンドの保釈金と引き換えに釈放され、1686年4月に領地を、1687年6月に爵位を回復した。爵位回復にあたり、一代貴族ではなく世襲貴族とするよう申請したが、爵位回復の特許状では一代貴族のままだった。
1693年4月9日に死去、遺産は長男ギデオンが相続した。